# 腕緘

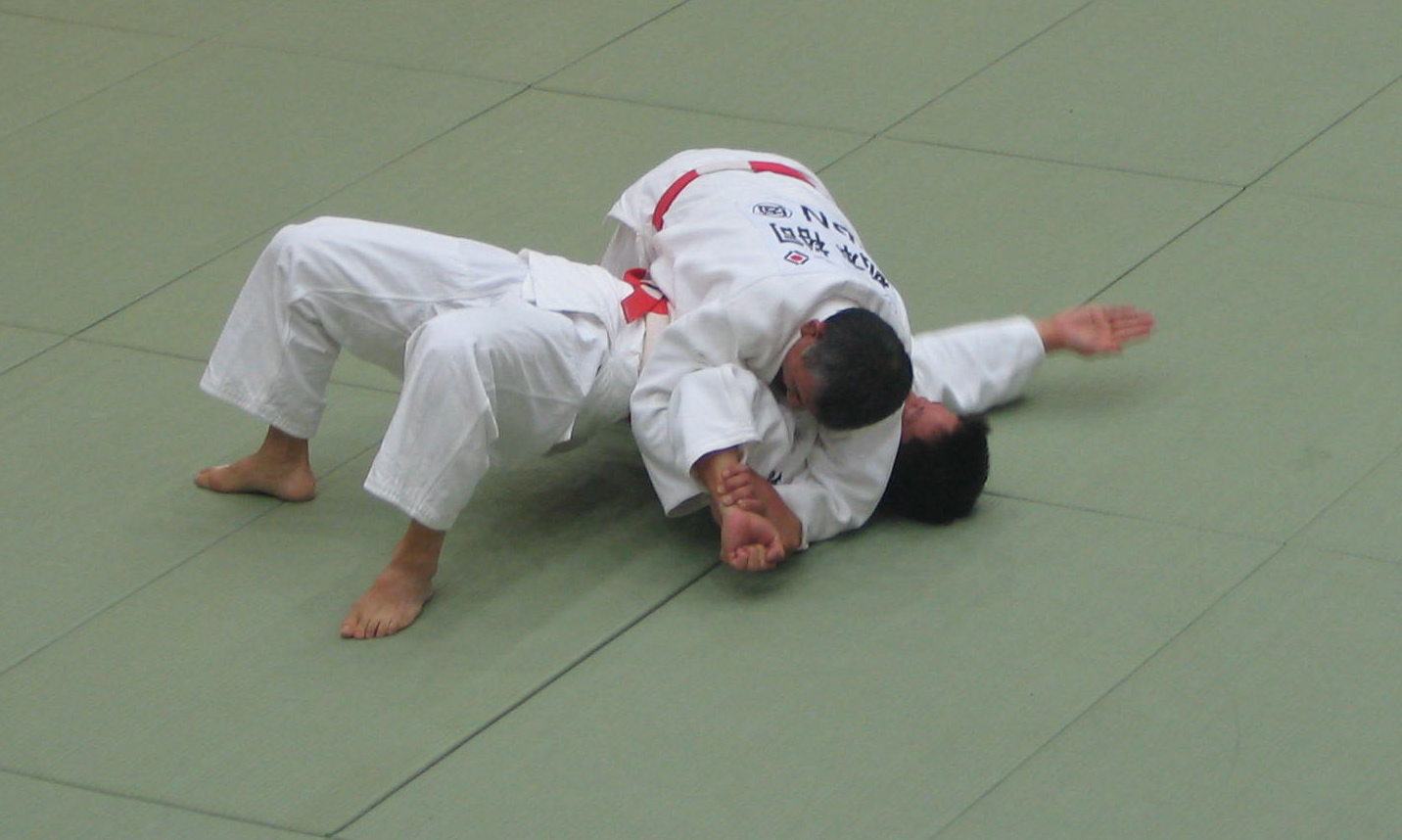
柔道形における腕緘の基本形V1アームロック

腕緘（うでがらみ）は、もう一方の手で自分の腕を持ち相手の腕を捻るないしは伸ばしたり曲げたりして肘等を極める格闘技における関節技でアームロックの一種である。講道館や国際柔道連盟 (IJF) での正式名。IJF略号UGR。常用漢字読みを考慮して腕がらみとも呼ばれる。別名腕挫腕緘（うでひしぎうでがらみ）。

## 概要
極め続けると腱や靭帯を痛め、脱臼等を起こす。総合格闘技、プロレス、柔道、合気道、ブラジリアン柔術、古流柔術などに見られる。
基本形は相手の肘を固定して体の前側へ捻り上げるV1アームロックである。
立ち関節や抑え込み等の様々な体勢から仕掛ける事が出来る。
ハンマーロック（片手腕緘、腕挫召捕）は自分の手首をもう一方の手で掴まないので腕挫手固に分類される。

## 変化

### ダブルリストロック
ダブルリストロックは片手で相手の手首を持ちもう一方の手で自身の手首を持つ変化技の腕緘。

#### 腕緘召捕
腕緘召捕（うでがらみめしとり）は相手の片腕全体を腋の下から背中方向に内側に捻るダブルリストロック。別名チキンウィング・アームロック、キムラロック (Kimura Lock)、腕緘召捕（うでがらみめしとり）、反対腕緘（はんたいうでがらみ）、逆腕緘（ぎゃくうでがらみ）。

#### 反対腕挫
反対腕挫（はんたいうでくじき）は相手の肘を伸ばすダブルリストロック。腕挫（腕挫引立）とは逆の腕を極める。別名ストレートアームバー。

### 手固後袈裟固でのバイセップスライサー
上四方固で抑えているとき、相手が右に横転して逃れようとしたら、左腕で相手の左腋を背から掬って相手の左腕を制し、左手で自らの右上腕を持って両腕でのキーロックの様に絡めて制し両脚を交差し相手の足側に流し手固後袈裟固で抑え込みながらのバイセップスライサーにとる。腕挫崩上四方固でのバイセップスライサーも同様である。右手で自分の右腿を掴んでもよい。映像資料『高専柔道 寝技の真髄』や柔道家の柏崎克彦、小室宏二はこの技を腕緘として紹介している 。

### 腕挫引立
腕挫引立（うでくじきひきたて）は相手の右側に並んでついて、左腋下で相手の右腕を抱え、右手で相手の右手首を持ち相手の右腕を伸ばして極める腕緘。両者、立ち姿勢や膝立ちで実施することが多い。反対腕挫とは逆の腕を極める。別名右腕挫、腕挫（うでくじき）。腕挫腕固や腕挫十字固の腕挫とは異なる技である。